# Panaxia marita
Panaxia marita là một loài bướm đêm thuộc phân họ Arctiinae, họ Erebidae.